# Dulwich Hamlet FC
Dulwich Hamlet FC is een Engelse voetbalclub uit Southwark in het zuiden van Londen.
De club werd in 1893 opgericht en was in 1899 een van de stichtende leden van de Dulwich League, die het direct won. De club kwam kort uit in zowel de Isthmian League als de Spartan League voor het definitief voor de Isthmian League koos. Daar won de club vier keer het kampioenschap; in 1919–20, 1925–26, 1932–33 en 1948–49. Ook werd driemaal de FA Amateur Cup gewonnen (1920, 1932 en 1937). De club zakte vanaf de jaren 70 weg naar de lagere reeksen van de Isthmian League en keerde vanaf halverwege de jaren 90 terug op het hoogste niveau daarvan, maar bleef tot 2014 schipperen tussen de hoogste twee niveaus. 
Nadat Dulwich Hamlet drie jaar via de playoffs promotie misliep, lukte het de club in 2018 om via de playoffs te promoveren naar de National League South. Na het seizoen 2022/23 degradeerde de club naar de IFL Premier Division.

## Bekende spelers
- Ibrahim Kargbo
- Paul McCallum
- Peter Crouch

Billericay Town ·
Bognor Regis Town ·
Bowers & Pitsea ·
Canvey Island ·
Carshalton Athletic ·
Chatham Town ·
Cheshunt ·
Chichester City · 
Cray Valley Paper Mills · 
Cray Wanderers · 
Dartford · 
Dover Athletic · 
Dulwich Hamlet ·
Folkestone Invicta ·
Hashtag United ·
Hastings United ·
Hendon ·
Horsham ·
Lewes ·
Potters Bar Town ·
Whitehawk ·
Wingate & Finchley